# Dryosauridae
I driosauridi (Dryosauridae) sono una famiglia di dinosauri erbivori vissuta tra la fine del Giurassico e l'inizio del Cretaceo.

## Erbivori primitivi, ma non troppo

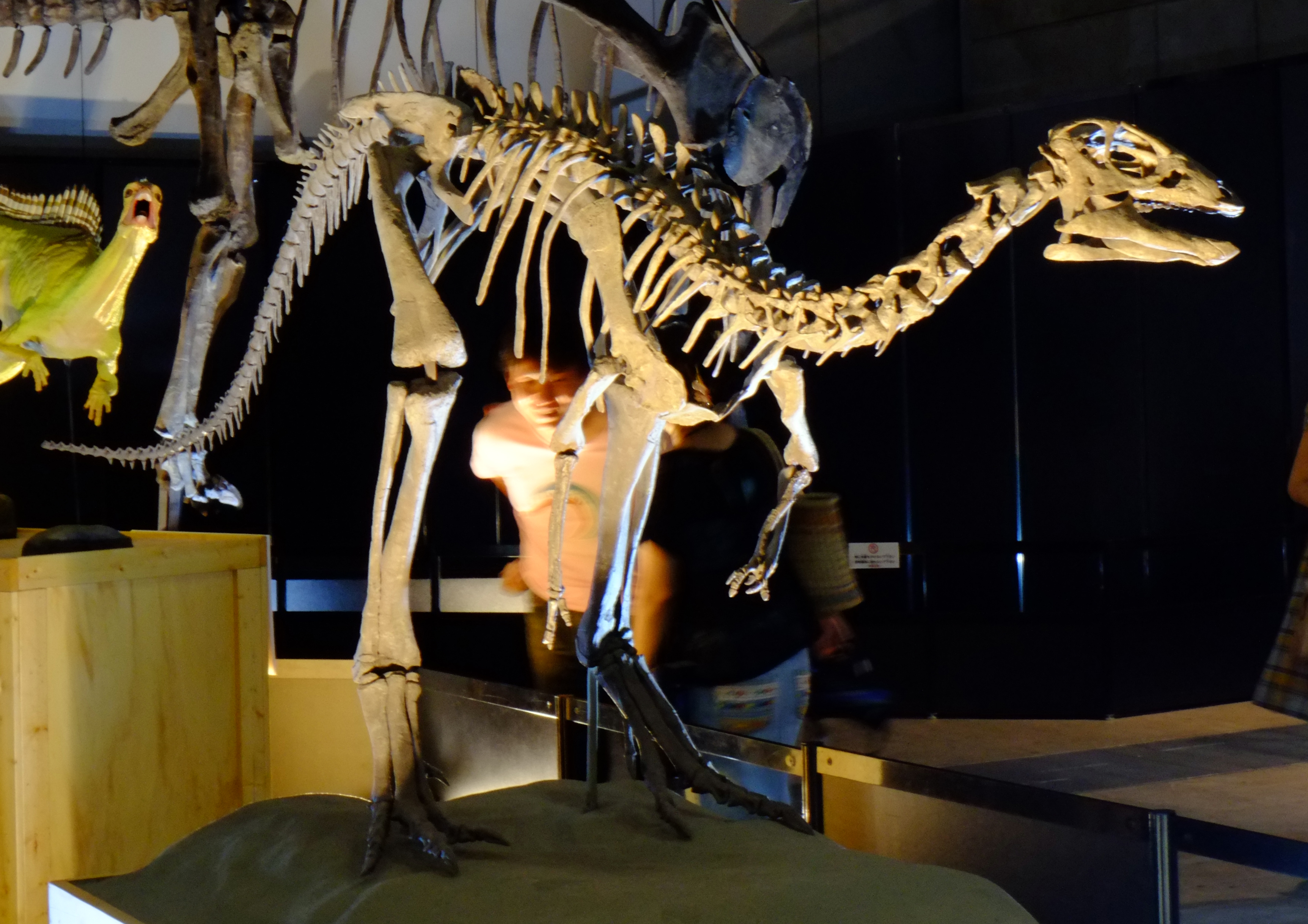
Scheletro di Dryosaurus altus

Il gruppo comprende animali bipedi di media taglia, della lunghezza compresa tra i 2,5 e i 4 metri (anche se alcuni resti fossili frammentari suggeriscono che alcuni driosauridi potessero raggiungere i 6 metri), dalla corporatura piuttosto snella. Classificati nel sottordine degli ornitopodi, questi dinosauri sono stati a lungo confusi con gli ipsilofodontidi, altri piccoli erbivori vissuti nella stessa epoca, in realtà più primitivi. Nonostante alcune caratteristiche non particolarmente evolute, i driosauridi infatti possono essere classificati in quel gruppo di ornitopodi evoluti noti come iguanodonti. Tra i caratteri che li fanno includere nel gruppo, le zampe posteriori già a tre dita e non più a quattro.

## Falsi corridori
Dotati di una testa piuttosto piccola e di un apparato masticatorio ancora scarsamente efficace, questi dinosauri riuscirono comunque a sopravvivere per svariati milioni di anni a fianco di ornitopodi più specializzati come Camptosaurus e Iguanodon, cambiando al contempo pochissimo nella struttura. Le zampe posteriori, allungate, suggerirebbero che i driosauridi fossero animali corridori, nonostante il femore sia lungo quanto la tibia (caratteristica degli animali camminatori).

## Distribuzione
Uno studio del 2006 ha evidenziato che Callovosaurus, noto solo attraverso i resti di un femore proveniente dal Giurassico medio inglese, precedentemente ascritto ai camptosauridi, potrebbe essere un driosauride molto antico.
Diffusi nel Giurassico superiore in Nordamerica, Africa e probabilmente Europa, i driosauri prosperarono per svariati milioni di anni almeno negli ultimi due continenti, prima di soccombere per essere rimpiazzati da forme più evolute. Tra gli animali che occuparono la loro nicchia ecologica, da ricordare gli europei rabdodontidi.